# Roselia
Roselia는 부시로드의 미디어 프랜차이즈 BanG Dream!의 일부인 일본의 여성으로만 구성된 얼터너티브 록 밴드이다. 2016년에 결성된 이 그룹의 멤버들은 걸즈밴드 파티! 라이브 콘서트에서 캐릭터의 각 악기를 연주하는 것 외에도 프로젝트의 애니메이션 시리즈와 모바일 게임 BanG Dream!에서 가상의 캐릭터를 연기한다.
Roselia는 아이바 아이나(보컬), 쿠도 하루카(기타), 나카시마 유키(베이스), 사쿠라가와 메구(드럼), 시자키 카논(키보드)으로 구성되어 있다. 유니버스 내에서는 미나토 유키나(아이바), 히카와 사요(쿠도), 이마이 리사(나카시마), 우다가와 아코(사쿠라가와), 시로카네 린코(시자키)가 밴드를 대표한다. 리사와 린코로 각각 베이스와 키보드를 연주한 유리카 엔도와 사토미 아케사카는 2018년 프랜차이즈를 떠나기 전 그룹의 원래 라인업의 일부였다.
BanG Dream!의 9개 밴드 중 Roselia는 멤버들이 콘서트에서 자신의 음악을 연주하는 6개 밴드 중 하나이다. 이 그룹은 13개의 싱글과 4개의 앨범을 프로듀싱했다.